# Mark Farren
Mark Farren (Donegal, 1 mei 1982 – Moville, 3 februari 2016) was een Iers voetballer.

## Carrière
Farren begon zijn professionele carrière in zijn county Donegal bij Finn Harps FC, uit Ballybofey, spelend op het tweede niveau in Ierland. Hier kwam hij slechts tot 1 invalbeurt. Een seizoen later verhuisde hij naar reeksgenoot Monaghan United. Hier speelde hij in twee seizoenen, waarbij hij zeven competitiewedstrijden speelde. In 2003 versierde hij een transfer naar Derry City FC in de hoogste afdeling. In 2005 werd Farren topschutter in de hoogste klasse met 18 doelpunten. 
In 2010 scoorde Farren het beslissende doelpunt voor promotie. Op datzelfde moment werd hij geconfronteerd met een hersentumor, waardoor hij zijn carrière tijdelijk stopte. In september 2011 maakte hij zijn comeback in het team. In 2012 maakte hij zijn 114e competitiedoelpunt voor Derry, waarmee hij de topschutter aller tijden is bij de club. In het seizoen 2013-2014 speelde hij nog een jaar in de Noord-Ierse competitie bij Glenavon FC, waarvoor hij 10 maal scoorde in 15 wedstrijden.
Farren overleed in 2016 aan de gevolgen van kanker.

## Statistieken
| Seizoen | Club            | Land          | Competitie                                              | Wedstrijden | Doelpunten |
| ------- | --------------- | ------------- | ------------------------------------------------------- | ----------- | ---------- |
| 2000/01 | Finn Harps FC   | Ierland       | FAI First Division                                      | 1           | 0          |
| 2001/03 | Monaghan United | Ierland       | FAI First Division                                      | 7           | 1          |
| 2003/12 | Derry City FC   | Ierland       | League of Ireland Premier Division & FAI First Division | 209         | 114        |
| 2013/14 | Glenavon FC     | Noord-Ierland | NIFL Premiership                                        | 15          | 10         |
|         |                 |               | Totaal                                                  | 232         | 125        |